# Marie Dauchy
Marie Dauchy (ur. 5 lutego 1987 w Calais) – francuska polityk i samorządowiec, posłanka do Parlamentu Europejskiego IX i X kadencji.

## Życiorys
Kształciła się w szkole biznesowej ESC Chambéry w zakresie zarządzania i handlu. Pracowała jako sprzedawczyni oraz specjalistka do spraw relacji handlowych i sporów sądowych. Działaczka Frontu Narodowego, w 2018 przekształconego w Zjednoczenie Narodowe. Została radną miejską w Saint-Jean-de-Maurienne, w 2015 i 2021 wybierano ją do rady regionu Owernia-Rodan-Alpy. W 2019 kandydowała w wyborach europejskich; mandat eurodeputowanej IX kadencji objęła w lipcu 2022. Utrzymała go na kolejną kadencję w wyniku wyborów w 2024.